# Giovanni Visconti (noble)
Giovanni Visconti (c. 1290 - Milán, 5 de octubre de 1354) fue arzobispo y Señor de Milán y una de las personalidades características del siglo XIV. Fue mecenas entre otros de Petrarca.
Giovanni Visconti era el último hijo de Matteo I Visconti y Bonacosa Borri, empezó la carrera eclesiástica. Fue elegido arzobispo de la diócesis de Milán en 1317. El papa Juan XII se negó a confirmar la elección y en vez de eso nombró arzobispo a Aicardo de Comodeia. En 1323 Giovanni fue excomulgado y acusado de herejía, aunque encontró apoyo en el antipapa Nicolás V que en 1329 lo nombró cardenal.
Giovanni se convirtió en 1331 en obispo y Señor de Novara y en 1339 a la muerte de Aicardo pudo regresar triunfalmente a Milán, de la que pasó a ser Señor con su hermano Luchino Visconti en 1341. Habían comprado el título al papa por 500.000 florines. Mientras tanto en 1342 el papa Clemente VI había confirmado con una bula especial su título arzobispal. En 1353 Giovanni también fue nombrado dux de Génova. Un año después extendió el poder de los Visconti hasta Bolonia y Novara. 
A su muerte, en 1354, el Estado milanés se dividió entre los tres hijos de Stefano Visconti: Mateo, Galeazzo y Barnabé, que ya habían estado asociados a la Señoría de Giovanni a la muerte de su otro hermano Luchino.
| Predecesor: Luchino Visconti | Señor de Milán (Junto a Mateo, Galeazzo y Bernabé) 1349 - 1354 | Sucesor: Mateo II Visconti Galeazzo II Visconti Bernabé Visconti |